# 貝雷斯托韋 (新米科拉伊夫卡市鎮)
48°3′59″N 35°53′14″E / 48.06639°N 35.88722°E
貝雷斯托韋（烏克蘭語：Берестове）是位於烏克蘭東南部的村莊，由扎波羅熱州扎波羅熱区的新米科拉伊夫卡市鎮負責管轄。該村分別距離克里沃里濟凱1.5公里、斯托爾喬韋和伊萬尼夫斯凱2公里，始建於1921年，面積0.2平方公里，海拔高度132米，2001年人口152。